# Зграда Велике школе у Коцељеви
Зграда Велике школе у Коцељеви подигнута је 1901. године. Представља непокретно културно добро као споменик културе од изузетног значаја.

## Историјат
Због повећања броја становништва у Коцељеви указала се потреба за већим школским простором тако да је уз малу школу из 1871. године сазидана 1901. године нова школска зграда. Током прве две године Првог светског рата школска зграда је била прихватилиште за рањенике, а за време аустроугарске окупације имала је војну намену, док јој је по ослобођењу враћена предратна намена. За време Другог светског рата била је оштећена од немачког бомбардовања, као и црква у непосредној близини. Основну функцију здање је задржало до 1951. године, када је подигнута савремена школа, а после низа промена намене од 2003. године у згради се налази библиотека "Јанко Веселиновић“.

## Изглед Велике школе
Велика школа, као споменик културе, налази се на регулационој линији улице, а са зградом Мале школе и црквом сврстава се у најстарије сачуване грађевине места, чинећи урбанистички осмишљен центар Коцељеве.
Зграда има основу издуженог правоугаоника димензија 25 x9,5 метара. Дугачки ходник води у три учионице и мању учитељску канцеларију. У новије време у једној од учионица смештен је санитарни чвор са чајном кухињом. Улична фасада решена је асиметрично, тако да су са једне стране главног улаза постављена два прозорска отвора, а са друге пет. Сви прозорски отвори су уоквирени плитком малтерском пластиком, у врху је хоризонтални кровни венац, а плитки пиластри су постављени тако да групишу прозорске отворе и оивичавају глсвну уличну фасаду.